# 米高·卡扎諾夫
米高·卡扎諾夫（1970年2月11日—），保加利亞人，於魯塞市出生，是獨木舟運動員。在1996年的亞特蘭大奧運會的K-2獨木舟比賽中，與拍檔杜舍夫贏得銅獎。自從1999年，米高·卡扎諾夫已經成了保加利亞四人（K-4）一千米隊員之一。他常被認為是世界當中最強一位。